# Chris Amon
Christopher Arthur Amon MBE (Bulls, 20 juli 1943 – Rotorua, 3 augustus 2016) was een Nieuw-Zeelands Formule 1-coureur.
Amon reed in zijn carrière voor tien verschillende teams. De eerste race waar Amon aan zou deelnemen was de Grand Prix van Monaco in 1963. Hij startte hier echter niet, hij moest zijn auto afstaan aan zijn teamgenoot Maurice Trintignant. De eerste finish van Amon was bij de Grand Prix Formule 1 van Frankrijk 1963, hij werd hier zevende.
Het seizoen hierop volgend reed Amon voor het eerst in de punten, bij de Grand Prix Formule 1 van Nederland 1964, hij werd hier vijfde.
De eerste podiumplaats van Amon was bij de Grand Prix Formule 1 van Monaco 1967, hij werd hier derde.
Amon vormde zijn eigen raceteam Chris Amon Racing waarmee hij onder andere deelnam aan het Formule 1 seizoen in 1974.
Totaal reed Amon tussen 1963 en 1976 96 Formule 1 races waarbij hij elf podiumplaatsen en vijf polepositions behaalde, hij won echter nooit een Formule 1 race.
Amon won gezamenlijk met Bruce McLaren in een Ford GT40 de 24 uur van Le Mans in 1966.
Amon overleed op 3 augustus 2016 op 73-jarige leeftijd aan de gevolgen van kanker.

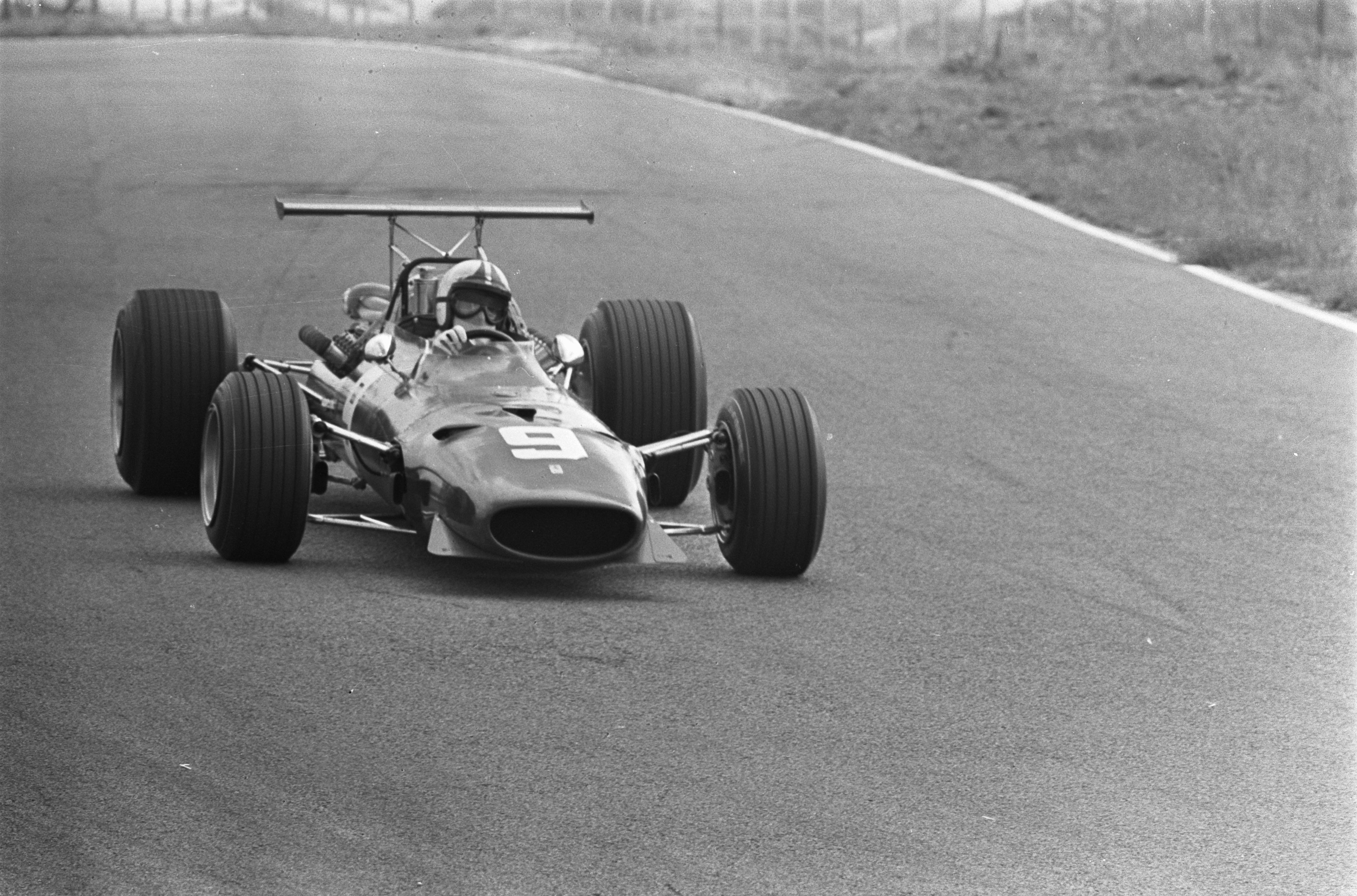
Amon rijdend voor Ferrari tijdens de Grand Prix Formule 1 van Nederland 1968

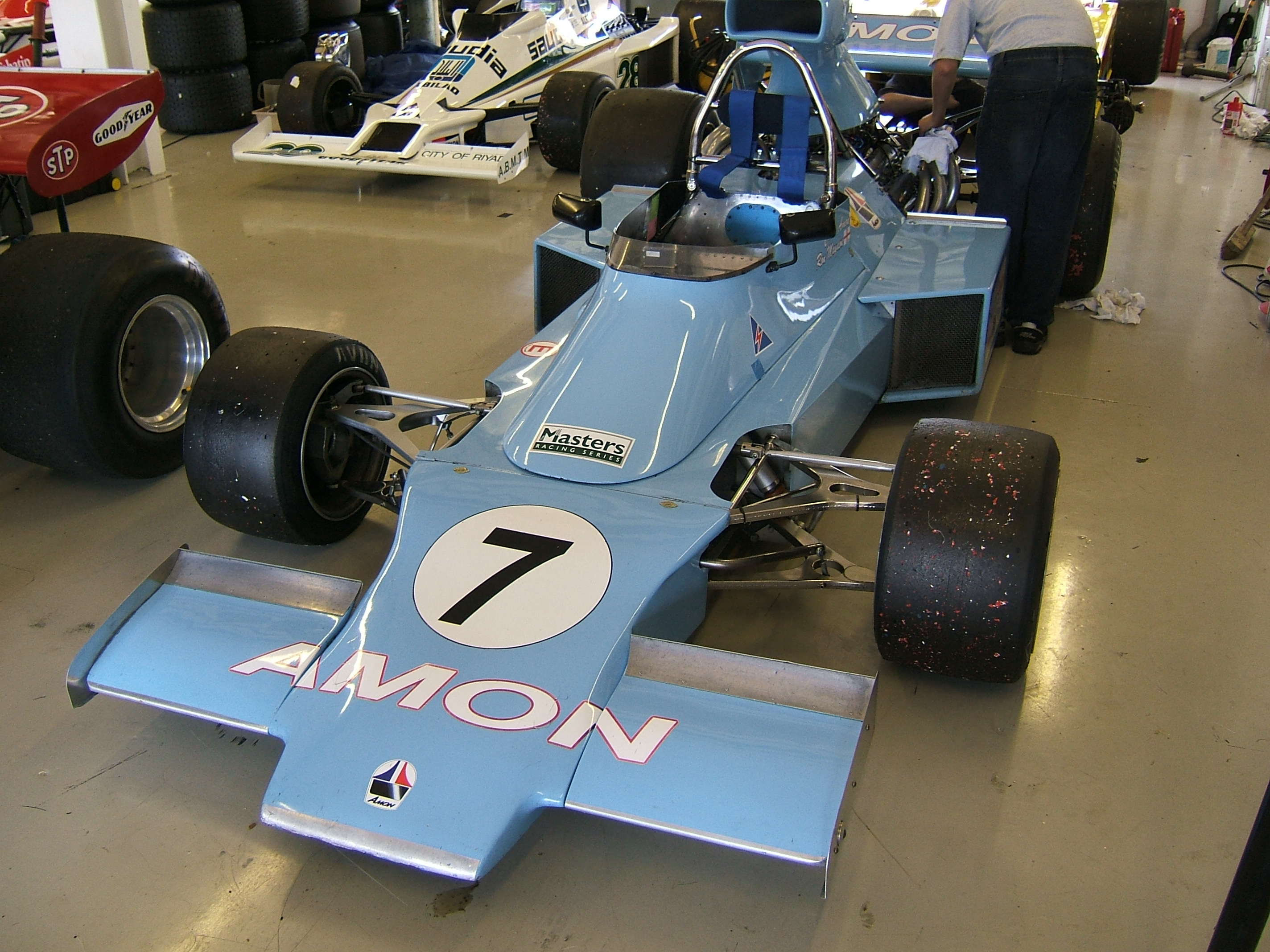
De wagen van het F1-team Amon.